# ليو ريسمان
ليو ريسمان (بالإنجليزية: Leo Reisman)‏ هو قائد فرقة ‏ وموسيقي وعازف كمان أمريكي، ولد في 11 أكتوبر 1897 في بوسطن في الولايات المتحدة، وتوفي في 18 ديسمبر 1961 في ميامي في الولايات المتحدة.

## وصلات خارجية
- ليو ريسمان على موقع IMDb (الإنجليزية)
- ليو ريسمان على موقع ميوزك برينز (الإنجليزية)
- ليو ريسمان على موقع أول ميوزيك (الإنجليزية)
- ليو ريسمان على موقع ديسكوغز (الإنجليزية)